# Cirina forda
Cirina forda är en fjärilsart som beskrevs av John Obadiah Westwood 1849. Cirina forda ingår i släktet Cirina och familjen påfågelsspinnare. Inga underarter finns listade i Catalogue of Life.

## Bildgalleri

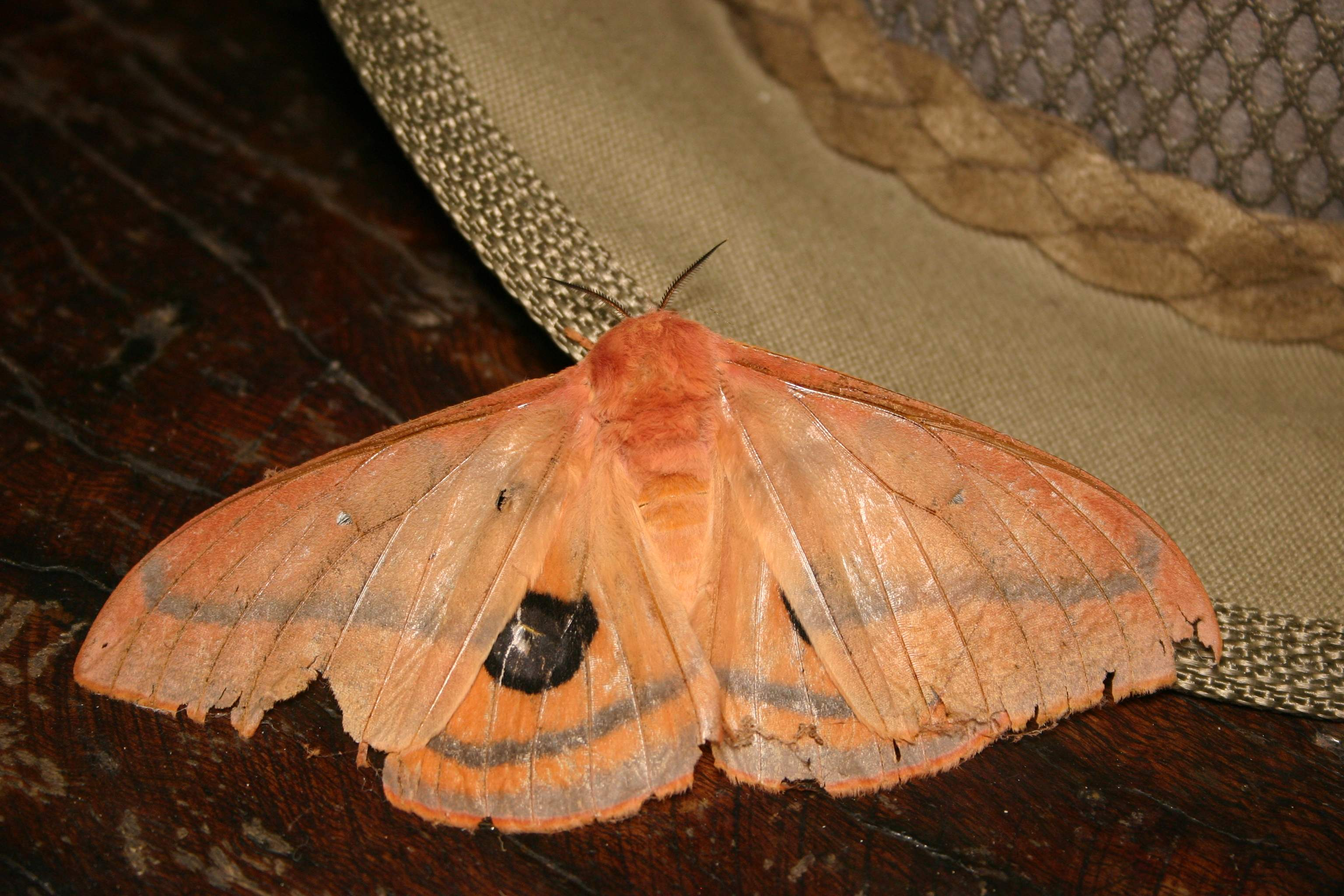